# 1995년 7월
| 1995년: 1월 · 2월 · 3월 · 4월 · 5월 · 6월 · 7월 · 8월 · 9월 · 10월 · 11월 · 12월 |

| <          | 1995년 7월 | 1995년 7월 | 1995년 7월 | 1995년 7월 | 1995년 7월  | >          |
| 일         | 월         | 화         | 수         | 목         | 금          | 토         |
|            |            |            |            |            |             | 1 6.4 계사 |
| 2 5 갑오   | 3 6 을미   | 4 7 병신   | 5 8 정유   | 6 9 무술   | 7 10 기해   | 8 11 경자  |
| 9 12 신축  | 10 13 임인 | 11 14 계묘 | 12 15 갑진 | 13 16 을사 | 14 17 병오  | 15 18 정미 |
| 16 19 무신 | 17 20 기유 | 18 21 경술 | 19 22 신해 | 20 23 임자 | 21 24 계축  | 22 25 갑인 |
| 23 26 을묘 | 24 27 병진 | 25 28 정사 | 26 29 무오 | 27 30 기미 | 28 7.1 경신 | 29 2 신유  |
| 30 3 임술  | 31 4 계해  |            |            |            |             |            |

| 편집하기 |

## 1995년7월 24일
- 대한민국, 태풍 재니스 상륙. 28일까지 지속되다.

## 1995년7월 23일
- 씨프린스호가 제3호 태풍 페이에 휩쓸려 좌초되어 총 99000톤의 기름이 유출되었다.